# Mascagnia divaricata
Mascagnia divaricata är en tvåhjärtbladig växtart som först beskrevs av Carl Sigismund Kunth, och fick sitt nu gällande namn av Franz Josef Niedenzu. Mascagnia divaricata ingår i släktet Mascagnia och familjen Malpighiaceae. Inga underarter finns listade i Catalogue of Life.